# Jack Leonard
John Leonard (1876 - after 1899) là một cầu thủ bóng đá người Anh thi đấu ở Football League cho Small Heath.
Leonard sinh ra ở Gloucester. Ông có một mùa giải ổn ở Southern League với Bedminster, nhưng sau đó gia nhập Small Heath vào tháng 11 năm 1899. Ông có tên trong đội hình xuất phát, có trận ra mắt ở Football League Second Division vào ngày 11 tháng 11 trong thất bại 3-0 trước New Brighton Tower. Ông có 9 trận đấu ở giải quốc nội và Cúp FA, nhưng sau đó mất suất, và trở lại West Country với Cheltenham Town cuối mùa giải 1899-1900.